# Порося Поркі
Порося Поркі або Поркі Піг — мультиплікаційний персонаж, порося з мультсеріалу «Looney Tunes». Один з найперших персонажів Looney Tunes. Відомий своїм фірмовим заїканням, а також фразою в кінці кожної серії «Ось і все, шановні!» (англ. That's all, folks!). У 1930—1940-х роках був головною зіркою серіалу.

## Історія
Персонажа придумав мультиплікатор Боб Клампетт. Вперше він з'явився у мультфільмі «I Haven't Got a Hat» (2 березня 1935) режисера Фріза Фрілінга. Поркі відіграє лише другорядну роль у фільмі, але товсте маленьке заїкається порося швидко стало популярним. Фріз назвав нового персонажа Поркі Піг на честь своїх колишніх однокласників, які мали прізвиська Поркі та Піггі.
З тих пір, як Х'ю Гарман і Рудольф Ізінг покинули студію в 1933 році, взявши з собою зіркового персонажа студії Боско, Looney Tunes тримали на плаву мультфільми з м'яким Бадді. Представлення Поркі вивело Бадді за двері та вказало на те, що має відбутися. Текс Ейвері був найнятий на студію в 1935 році, і його фільм «Золотошукачі» 49-го повторно використав багато акторів із фільму «I Haven't Got a Hat», хоча й у дуже різних ролях. Поркі перетворився із сором’язливого маленького хлопчика на надзвичайно товстого дорослого. Хоча він все ще грав роль другого плану, Поркі отримав найбільше сміху. Режисери зрозуміли, що у них на руках зірка.
Поркі поділився своїм заїканням з актором озвучування, який спочатку грав його, Джо Догерті, який насправді був людиною, яка заїкалася. Однак через те, що Догерті не міг контролювати своє заїкання, витрати на виробництво стали надто високими, оскільки його сесії запису тривали годинами, а додаткові рядки Поркі виконав граф Кутеллі. 

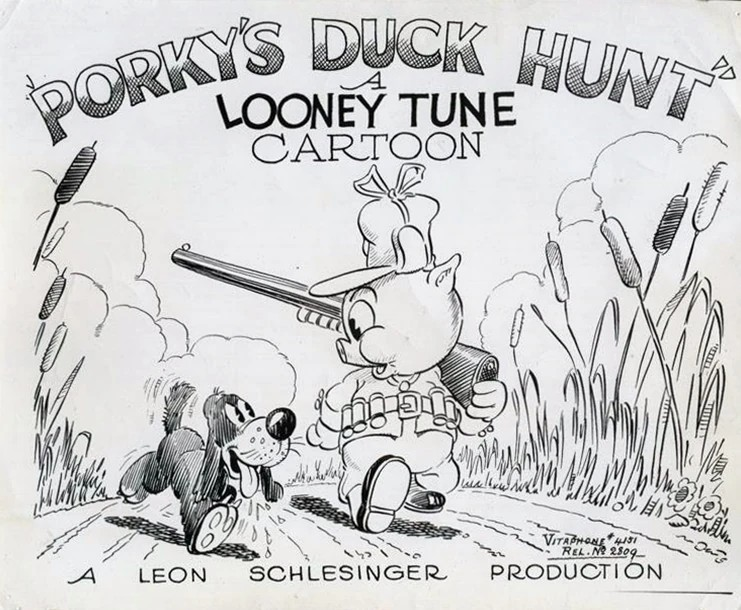
Лобі-картка Porky's Duck Hunt

Мел Бланк змінив Догерті в озвучуванні персонажа в 1937 році. Блан продовжував заїкатися; однак, це було використано для більш точного комедійного ефекту (наприклад, спотикання про просте слово лише для того, щоб замінити довше слово без труднощів, або навпаки).  Це пародіюється в «Кролику з Коннектикуту при дворі короля Артура», де Багз Банні насилу вимовляє слово «дикобраз», яке Поркі вимовляє без проблем.
"Porky's Duck Hunt" було випущено в 1937 році, і Блан офіційно став постійним голосом Поркі до його смерті в 1989 році. У пізніших інтерв'ю Блан часто казав, що він мав на увазі, що заїкання Поркі наводить на думку про рохкання справжніх свиней. "Porky's Duck Hunt" також був першим фільмом іншої зірки Looney Tunes - Даффі Дака. 
У Поркі з'явилась подруга Петунія. Починаючи з 1938 року Боб Клампетт остаточно дороблює образ персонажа.
Зараз Porky Pig озвучує Боб Берген.